# Financiamiento de la guerra de los Estados Confederados de América

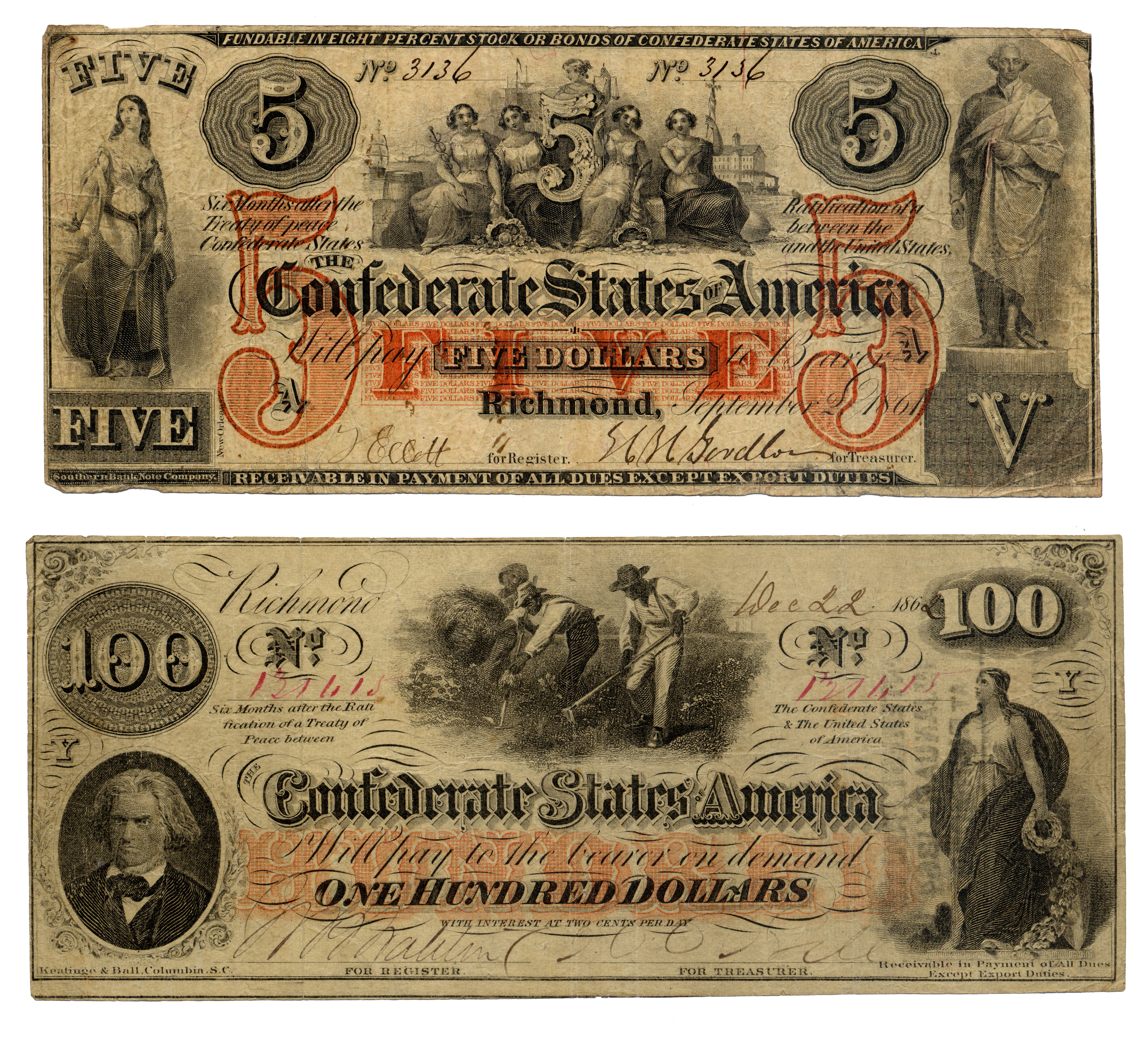
Parte delantera de los billetes confederados; la parte trasera no contaba con impresiones.

Las finanzas de la guerra confederada se refieren a los varios medios, fiscales y monetarios, a través de los cuales los Estados Confederados de los Estados Unidos financiaron su esfuerzo de guerra durante la guerra civil estadounidense. Debido a que la guerra duró la existencia total de la nación, para ese tiempo, esta también dominó las finanzas nacionales.
En la época temprana de la guerra, los confederados dependían de las tarifas en las importaciones y de impuestos en las exportaciones. Sin embargo, con la imposición del embargo propio voluntario de 1861, lo que buscaba eliminar el algodón de Europa y obligar el reconocimiento diplomático de los estados confederados, así como el bloqueo de los puertos del sur provocados por la marina de la unión, los ingresos de los impuestos en el comercio internacional se convirtieron en montos muy pequeños. De igual manera, el financiamiento obtenido a través de las donaciones voluntarias de monedas y de los lingotes de los individuos que se encontraban a favor de la causa confederada, que en la primera etapa de la guerra eran montos substanciales,  se terminaron en la última parte de 1861. Como resultado de este hecho, el gobierno confederado fue forzado a buscar otros medios para financiar sus operaciones bélicas. Se promulgó un impuesto de guerra, sin embargo la recolección del dinero que este generaba fue muy complicada. De igual manera, la apropiación de las propiedades de la Unión de sur y el repudio de las deudas forzadas que tenían los habitantes del sur fallaron en levantar nuevos montos de financiamiento. La emisión subsecuente de deuda del gobierno y la impresión substancial de los dólares confederados contribuyó a una alta inflación, misma que se distribuyó en el movimiento confederado hasta el final de la guerra. Además de lo anterior, la pérdida de diversos enfrentamientos bélicos causó daños relevantes, ya que esto provocaba una pérdida de confianza e impulsaba las presiones inflacionarias.
En el inicio de la guerra, los dólares confederados costaban 90 centavos de dólares de oro de la unión, cuando la guerra terminó su precio había bajado a solo 17 centavos. Generalmente, el nivel de precios en el sur incrementó el 90000% durante la guerra. El secretario del tesoro de los estados confederados, Christopher Memminger, estaba al tanto de los problemas económicos que se habían generado por la inflación y la pérdida de confianza. Sin embargo, las consideraciones políticas limitaron su habilidad para la generación de impuestos internos y debido a que el embargo voluntario se encontraba en su realización, era prácticamente imposible encontrar fuentes adecuadas alternativas de financiamiento.

## Financiamiento por impuestos

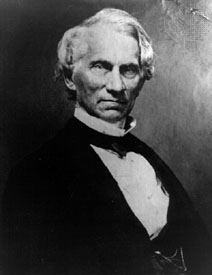
Christopher Memminger (1803–1888), el primer secretario del tesoro de los Estados Confederados.

El sur financió una porción menor de sus gastos a través de impuestos directos con el norte. La cantidad de impuestos directos en los ingresos totales para el norte era del 20% mientras que en el sur, las mismas medidas solo representaban el 8%. Una razón importante para que los impuestos fueran un monto menor que en el norte fue que los estados confederados se oponían a un gobierno central fuerte y a los derechos de los estados que darían mucho poder al gobierno en Richmond. Otro factor para que el sistema de impuestos no funcionara era la creencia, que se encontraba presente en el norte y en el sur, de que la guerra tendría una duración limitada y por lo tanto no tenía sentido tener un impuesto de esta.
Sin embargo, la realidad de la guerra prolongada, la necesidad del pago de intereses en la deuda existente, y la caída de los ingresos de las otras fuentes, eventualmente forzó al gobierno central confederado y a los estados individuales a imponer un impuesto de guerra para la mitad del año de 1861. La ley fue creada el 15 de agosto de 1861 y cubría una propiedad de más de $500 (confederados) en valor y varios artículos de lujo. El impuesto fue también gravado a la propiedad de los esclavos. Sin embargo, el impuestro fue muy difícil de recolectar. Para el año 1862, solo el 5% del ingreso total vino de estos impuestos y no fue hasta 1864 que este monto alcanzó su nivel de 10%, el cual aún era bajo.
Tomando en cuenta la dificultad de recolectar el dinero, el congreso confederado creó el impuesto en especie en abril de 1863, el cual se instauraba en un décimo de toda la producción agrícola de todos los estados. Este impuesto no se relacionaba directamente al dinero de ejército confederado, y a pesar de que también tuvo problemas para recaudarse, fue muy exitoso. Después de esta implantación, el impuesto contaba por el 50% de los ingresos totales si éste se convertía en dinero.

## Inflación y finanzas monetarias

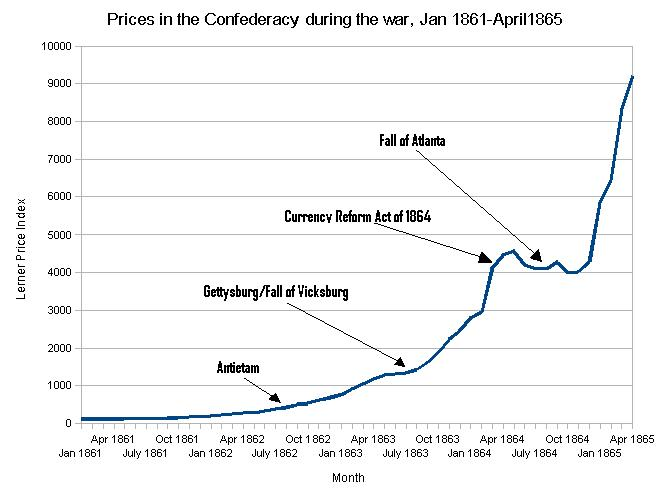
El índice de precios mensual en la confederación durante la guerra se encontraba en 100 puntos en enero de 1861 y en más de 9200 en abril de 1865. Adicionalmente de los aumentos de precios provocados por el incremento de dinero en circulación, los precios de los bienes también se elevaron por las noticias negativas de la batalla.

El financiamiento de los gastos de guerra a través de medios de moneda (imprimiendo dinero) fue el medio más usado por el gobierno confederado. Entre 1862 y 1865, más del 60% de los ingresos se creaban de esta manera. Mientras que el norte duplicó su oferta de dinero durante la guerra, la oferta de dinero del sur se incrementó 20 veces.
La dependencia extensiva de la impresión de dinero para financiar la guerra contribuyó de manera significativa a la alta inflación que se experimentó en el sur en el curso de la guerra, aunque los problemas fiscales y las noticias negativas de la guerra también tuvieron una gran importancia. Estimados de la inflación causada varían según la fuente, el método usado, la técnica de estimación y la definición del precio agregado. Según un estudio clásico de Eugene Lerner en 1956, el índice estándar de las commodities se encontraba en 100 al inicio de la guerra y se encontraba en 9200 para el fin de la guerra en abril de 1865. En octubre de 1864, el índice de precios se encontraba en 2800, lo que implica que una gran proporción de la subida de precios ocurrió en los últimos 6 meses de la guerra. La caída de la demanda del dinero, el incremento correspondiente de la velocidad del dinero y el rápido incremente en los niveles de precio se ha atribuido a la pérdida de confianza en el ejército del sur y su éxito por la posible independencia de los estados del sur.

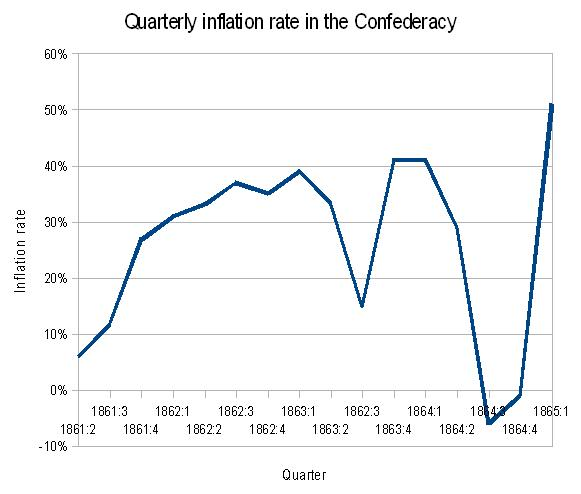
Inflación trimestral en la Confederación durante la guerra. La inflación se calcula a través del índice de precios de Lerner.

Lerner usó la teoría cuantitativa del dinero para descomponer la inflación en la confederación durante la guerra en los incrementos resultantes de la oferta del dinero, los cambios en la velocidad del dinero y los cambios en los productos reales de la economía del Sur. Según la ecuación de intercambio:
{\displaystyle MV=PY}
en donde M es la oferta del dinero y V la velocidad del dinero (que se relaciona a la demanda del dinero), P es el nivel de precios y Y es la producción real. Si se asumía que los ingresos reales se mantenían constantes en los estados del sur durante la guerra (tiempo después se concluyó que éstos cayeron un 40%) entonces la ecuación implica que en el evento que el nivel de precios se incrementa 92 veces, en la presencia de un aumento de 20 veces la oferta del dinero y un incremente de 4.6 veces la velocidad del dinero, reflejaba una baja significativa en la demanda del dinero.
Los problemas de la inflación causada por el dinero fueron incrementados por el flujo de papeles financieros falsos de los estados del norte. Estos fueron abundantes debido a las constantes pérdidas del ejército del sur y que los billetes de los estados del sur eran fáciles de copiar ya que no tenían equipo moderno de impresión. Uno de los más largos y notorios falsificadores del norte fue Samuel C. Upham de Philadelphia. Algunos cálculos comentan que la falsificación de este personaje fue tanta que llegó a significar entre el 1 y el 2.5 por ciento de toda la oferta de dinero de los estados confederados entre junio de 1862 a agosto de 1863. Jefferson Davis colocó un bono por $10,000 a Upham a través de "la canallada Yankee" y él fue conocido en el sur; evadiendo la captura por agentes de los estados del sur. La falsificación fue un problema importante para los estados del norte, y para eliminar este problema se formó el servicio secreto de los Estados Unidos.
El 1 de abril de 1864, el acta de reforma de 1864 entró en efecto. Esta decreció la oferta de dinero de los estados del sur por un tercio, sin embargo, debido a que la unión controlaba el río Misisipi, no fue hasta enero de 1865 que esta ley se pudo aplicar en el este del estado.

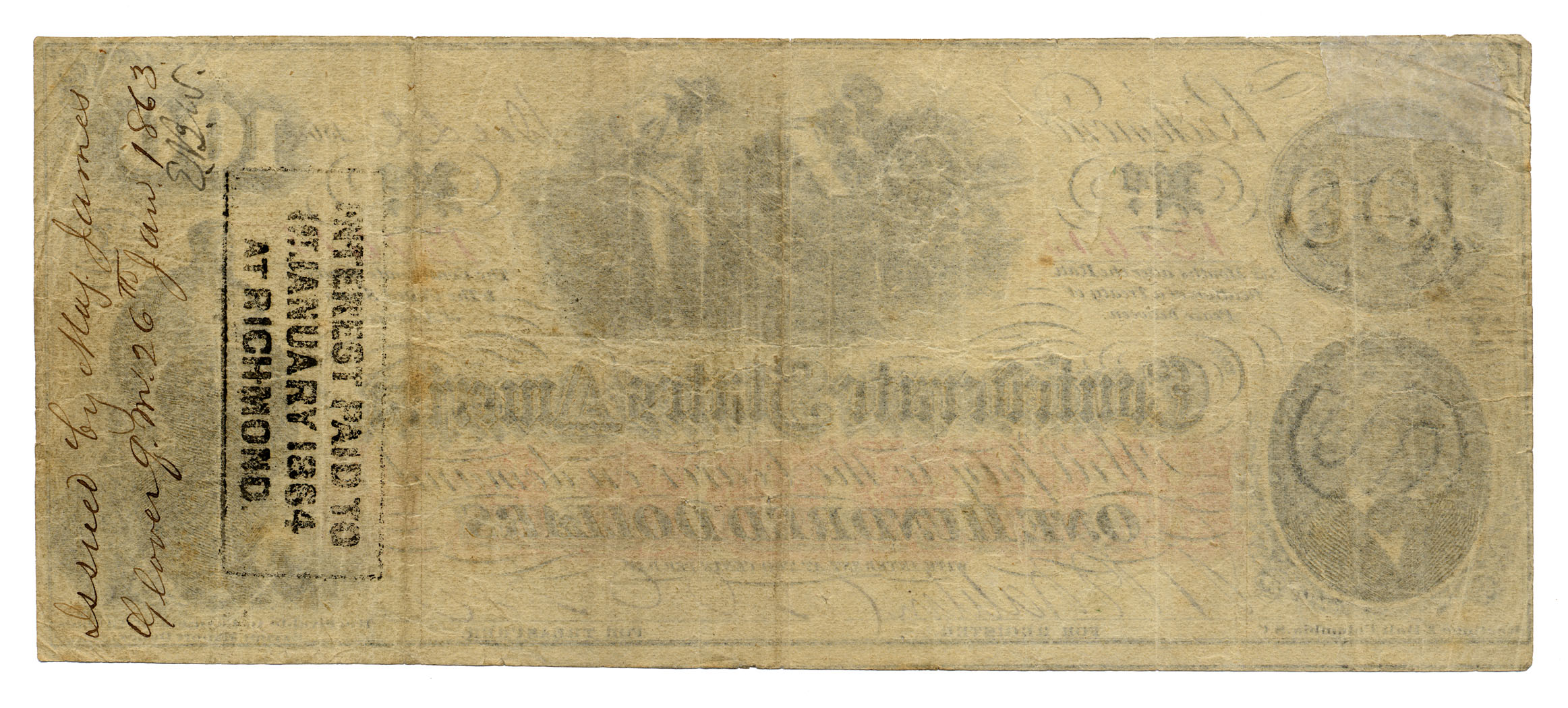
El "Greyback" confederado. La estampa que se encuentra en el papel indica el interés pagado. El dinero que pagaba intereses fue uno de los aspectos únicos de las finanzas públicas confederadas.

Un fenómeno económico peculiar ocurrió durante la guerra en el gobierno confederado ya que este se encontraba emitiendo dinero regular y dinero que generaba intereses,  aunque los Estados Unidos si emitieron notas que generaban intereses durante la guerra que eran legales en la mayoría de las transacciones financieras. La circulación del dinero que generaba intereses y la convertibilidad de un tipo de dinero con el otro fue forzado y los bancos del sur fueron amenazados con un regreso del patrón oro si no cooperaban. Debido a que el monto de deuda de los estados del sur que tenían los extranjeros era considerable, para mejorar la convertibilidad, en 1863, el congreso confederado decidió adoptar el patrón oro, aunque la convertibilidad real no se realizó hasta 1869 cuando fue suplantada por el acta de acuñación de 1873 y el fin de la confederación.

## Financiamiento de deuda

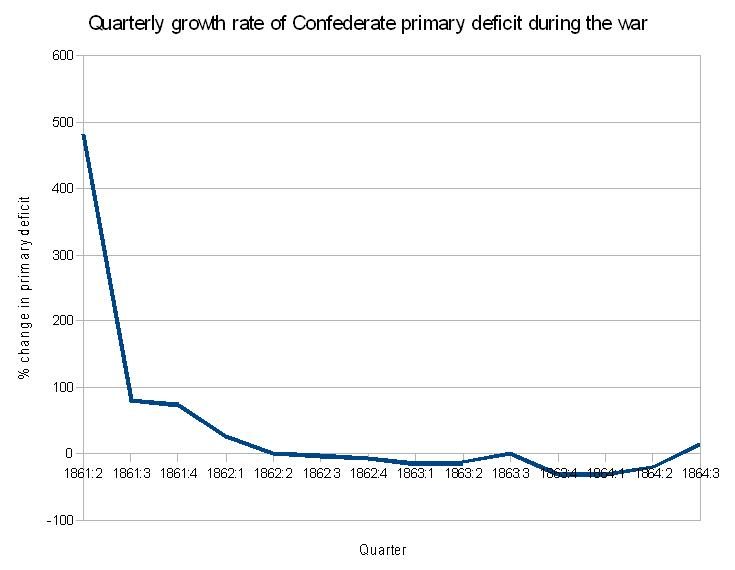
Tasa de crecimiento trimestral del déficit de los confederados en términos reales. Los valores negativos que se presentan después del 3er trimestre de 1862 reflejan la incapacidad para encontrar compradores de la deuda confederada, a medida que la situación militar del sur se deterioraba.

La emisión de préstamos representó el 21% de los gastos de la confederación. De hecho, inicialmente el sur fue más exitoso en la venta de deuda que el norte, debido a que Nueva Orleans era un gran centro financiero, y los financieros compraron 2/5 de un préstamo de 15 millones en 1861.
Los dos principales tipos de préstamos emitidos por el sur durante la guerra eran "bonos de algodón" denominados en libras esterlinas y vendidos en oro en Londres, y préstamos de alto riesgo sin respaldo vendidos en Holanda. Los bonos de algodón eran convertibles por algodón, con una advertencia incluida como medio de presión a los países europeos para reconocer a la confederación, diciendo que ninguno de los envíos podían ser recogidos por los dueños de los bonos en los puertos bloqueados del sur. Los bonos de algodón fueron inicialmente muy populares y tenían una alta demanda en Inglaterra, William Ewart Gladstone, quien en ese momento era ministro de hacienda, era supuestamente uno de los compradores. El gobierno confederado logró cumplir con los bonos de algodón a través de la guerra y de hecho su precio se mantuvo hasta la caída de Atlanta, provocando un aumento en el precio del algodón y posibilitando la presidencia de George B. McClellan en una plataforma de paz. En contraste, los precios de los instrumentos vendidos sin respaldo bajó durante la guerra y los estados del sur incumplieron con el pago de estas obligaciones.

## Ingresos por el comercio internacional

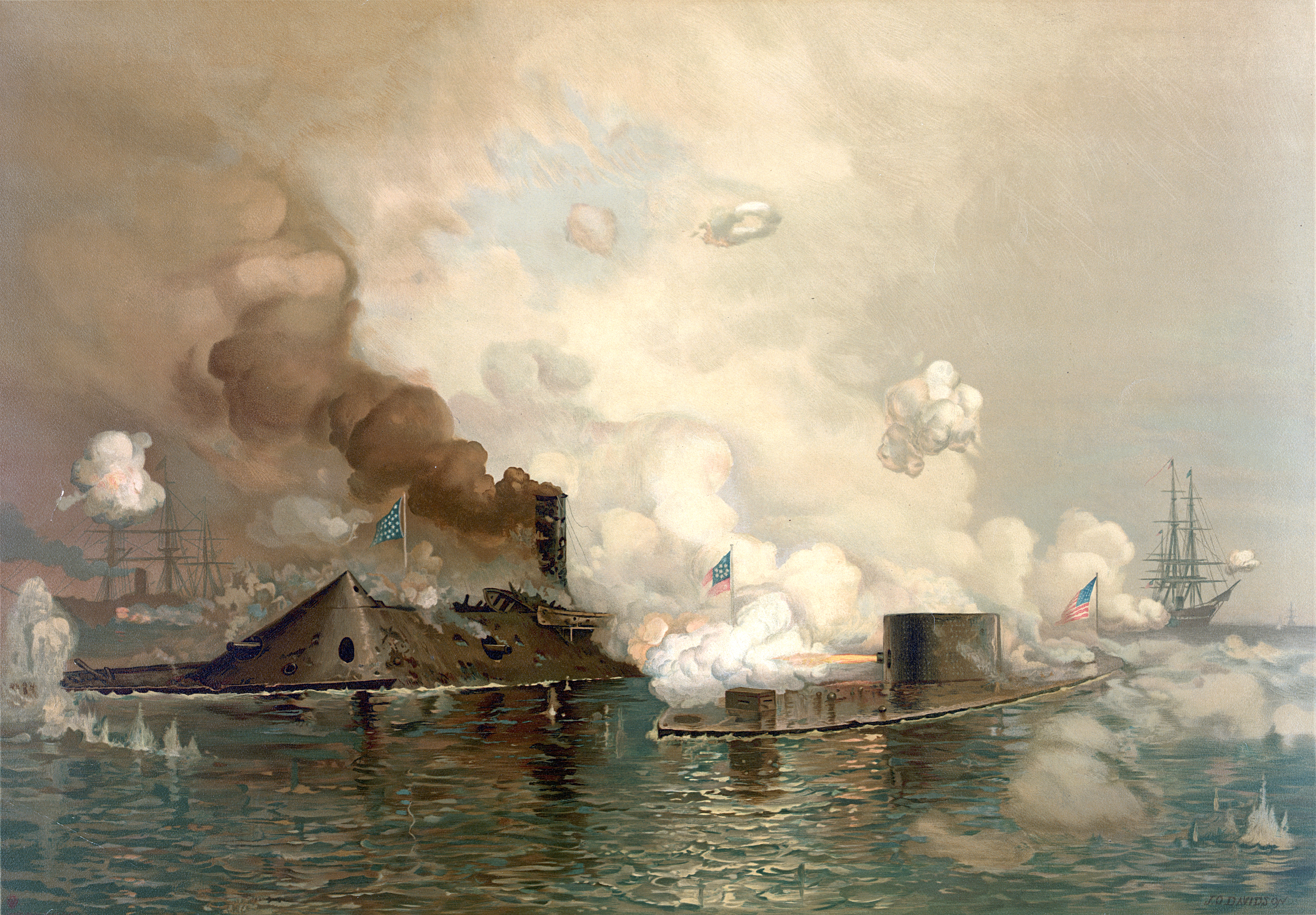
USS Monitor en acción contra el CSS Virginia, 9 de marzo de 1862. El bloqueo de la unión obstaculizó la recolección de recursos a través de tarifas de importación por parte de los confederados.

En el inicio de la guerra, la mayoría del financiamiento de los estados del sur venía del comercio internacional. Las tarifas de importación creadas en mayo de 1861, se fijó en 12.5% y hacía una cantidad igual que la tarifa anterior impuesta por el gobierno federal, la tarifa de 1857. Entre el 17 de febrero y el primero de mayo de 1861, 65% del ingreso del gobierno tuvo origen de esta tarifa de importación. Sin embargo, el ingreso de las importaciones desapareció después de que los estados del sur instauraron el bloqueo voluntario de sus costas. Para noviembre de 1861 la proporción del ingreso del gobierno proveniente de las tarifas había bajado a .5%. El secretario de tesoro Memminger había esperado que la tarifa trajera 25 millones de dólares en ingresos en el primer año. De hecho el total que se levantó a través de este medio fue de 3.4 millones.
Una fuente similar de fondos fue a través del impuesto de exportaciones de algodón. Aunque adicionalmente a las dificultades generadas por el bloqueo voluntario, el embargo voluntario de algodón provocó que para todos los propósitos prácticos el impuesto no tuviera sentido como una manera de obtener dinero. Los estimados de ingreso de este impuesto fueron muy optimistas ya que comentaron que se obtendrían 20 millones de dólares a través de este medio cuando solo se pudo obtener 30 mil dólares.

## Otras fuentes de ingreso

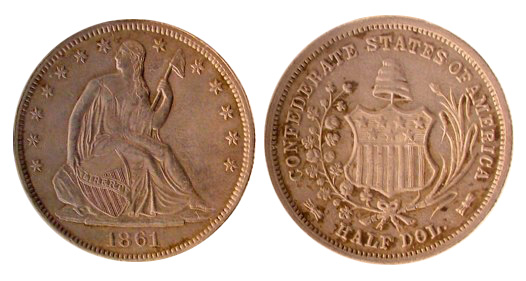
Moneda confederada de medio dólar

El gobierno confederado también intento generar ingresos a través de medios no ortodoxos. En la primera mitad de 1861, cuando el apoyo a la unión y su ejército era fuerte, la donación de monedas y oro contaban por el 35% de la fuente de los fondos del gobierno. Esta fuente, sin embargo, se detuvo en el tiempo ya que las instituciones y personas en el sur dejaron de tener propiedad personal sobre las monedas lo que causaba que éstas estuviesen menos dispuestas a realizar donaciones. Como consecuencia, para el verano de 1862, el porcentaje de los recursos del gobierno que venían de este medio era menor al 1%. Sobre el curso total de la guerra, este medio solo significó el 2% del total de los gastos.
Otra fuente potencial de fondos podía ser encontrada en la propiedad y en el capital físico que era propiedad de personas de los estados del norte pero que se encontraban en los estados del sur. El acta de embargo de 1861 permitió a la unión confiscar todas las "tierras, viviendas, bienes, créditos y derechos" y transferir las obligaciones de deuda de parte de los habitantes de los estados del sur a los acreedores del norte directamente al gobierno confederado. Sin embargo, una gran cantidad de personas del sur no deseaban transferir sus deudas. Además, lo que se constituía exactamente como "propiedad de los estados del norte" era difícil de definir en la práctica. Por este motivo, esta fuente de financiamiento nunca pasó del 0.34% y en las últimas épocas solo contribuyó el 0.25% del esfuerzo general de la guerra.

## Gastos

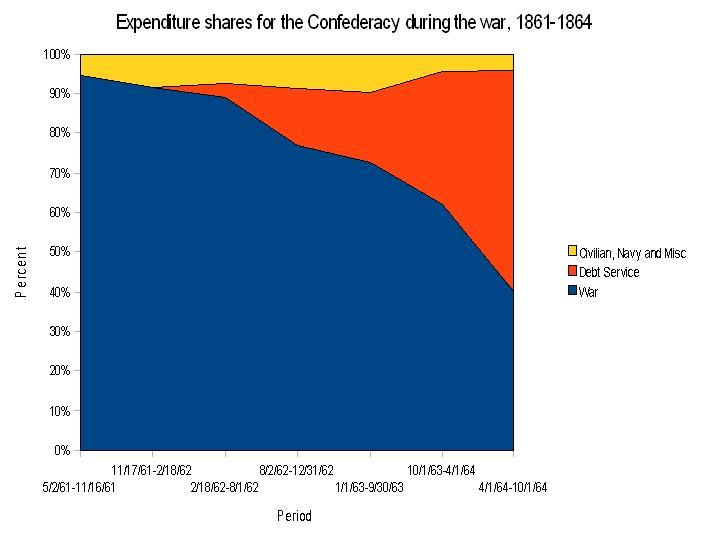
Porcentaje de gastos por categoría de 1861 a 1864.

Mientras, sin ser de sorpresa, el gasto militar constituyó la mayor parte del presupuesto del gobierno nacional en el transcurso de la guerra, el pago de capital e intereses de la deuda adquirida creció debido a los gastos generados por el gobierno confederado. Al inicio del año 1861, el gasto de guerra consistía el 95% del presupuesto, sin embargo, para octubre de 1864 este porcentaje cambió a 40%, mientras la mayoría del resto (56% aproximadamente) se dirigía al pago de deuda. Los gastos en civiles y en la marina (los cuales se consideraban aparte de los gastos de guerra en los archivos Confederados) nunca excedieron el 10% del presupuesto.